# کویچی سکیموتو
کویچی سکیموتو (انگلیسی: Koichi Sekimoto; ۲۳ مهٔ ۱۹۷۸ – ۲۳ ژانویهٔ ۲۰۱۶) بازیکن فوتبال اهل ژاپن بود.
از باشگاه‌هایی که در آن بازی کرده‌است می‌توان به باشگاه فوتبال ساگان توسو اشاره کرد.